# Phoroncidia argoides
Phoroncidia argoides là một loài nhện trong họ Theridiidae.
Loài này thuộc chi Phoroncidia. Phoroncidia argoides được Carl Ludwig Doleschall miêu tả năm 1857.